# Gran Premi dels Països Baixos del 1958
Resultats del Gran Premi dels Països Baixos de Fórmula 1 de la temporada 1958, disputat al Circuit de Zandvoort, el 26 de maig del 1958.

## Resultats
| Pos | No | Pilot                   | Equip           | Voltes | Temps/ Retirada       | Pos. de sortida | Punts |
| --- | -- | ----------------------- | --------------- | ------ | --------------------- | --------------- | ----- |
| 1   | 1  | Stirling Moss           | Vanwall         | 75     | 2h 04' 49. 2          | 2               | 9     |
| 2   | 15 | Harry Schell            | BRM             | 75     | + 47.9 s              | 7               | 6     |
| 3   | 14 | Jean Behra              | BRM             | 75     | + 1' 42.3 min.        | 4               | 4     |
| 4   | 7  | Roy Salvadori           | Cooper - Climax | 74     | + 1 Volta             | 9               | 3     |
| 5   | 5  | Mike Hawthorn           | Ferrari         | 74     | + 1 Volta             | 6               | 2     |
| 6   | 17 | Cliff Allison           | Lotus - Climax  | 73     | + 2 Voltes            | 11              |       |
| 7   | 6  | Luigi Musso             | Ferrari         | 73     | + 2 Voltes            | 12              |       |
| 8   | 8  | Jack Brabham            | Cooper - Climax | 73     | + 2 Voltes            | 5               |       |
| 9   | 9  | Maurice Trintignant     | Cooper - Climax | 72     | + 3 Voltes            | 8               |       |
| 10  | 11 | Jo Bonnier              | Maserati        | 71     | + 4 Voltes            | 15              |       |
| 11  | 18 | Carel Godin de Beaufort | Porsche         | 69     | + 6 Voltes            | 17              |       |
| Ret | 10 | Giorgio Scarlatti       | Maserati        | 52     | Palier / Eix          | 16              |       |
| Ret | 3  | Stuart Lewis-Evans      | Vanwall         | 46     | Motor                 | 1               |       |
| Ret | 16 | Graham Hill             | Lotus - Climax  | 40     | Sobreescalfament      | 13              |       |
| Ret | 4  | Peter Collins           | Ferrari         | 32     | Caixa canvi           | 10              |       |
| Ret | 12 | Masten Gregory          | Maserati        | 16     | Bomba del combustible | 14              |       |
| Ret | 2  | Tony Brooks             | Vanwall         | 13     | Palier / Eix          | 3               |       |

## Altres
- Pole: Stuart Lewis-Evans 1' 37. 1

- Volta ràpida: Stirling Moss 1' 37. 6